# César Gutiérrez
César Darío Gutiérrez (Coro, estado Falcón; 26 de enero de 1943 - Cabimas, estado Zulia; 22 de enero de 2005), también apodado "Cocoa", fue un beisbolista profesional venezolano. Jugó como campocorto en las Grandes Ligas de Béisbol para los San Francisco Giants en las temporadas de 1967 y 1969, y para los Detroit Tigers de 1969 a 1971. Gutiérrez destacó por ser el segundo jugador en la historia de las Grandes Ligas en registrar siete hits en un juego sin hacer un out. Fue el decimoprimer venezolano en llegar a las mayores.

## Carrera

### En Grandes Ligas
Fue fichado por los Piratas de Pittsburgh como agente libre amateur en 1960. Fue liberado en 1962, luego fue firmado por San Francisco antes de la temporada de 1963. Gutiérrez bateó un promedio combinado de .182 en 33 juegos para los Gigantes en partes de dos temporadas, antes de ser cambiado a Detroit durante la mitad de la temporada de 1969.
Su temporada más productiva llegó en 1970 con los Tigres, cuando registró récords personales en promedio de bateo (.243), carreras impulsadas (22), carreras (40), hits (101), dobles (11), triples (6), bases robadas (4) y partidos jugados (135). El mánager  de Detroit, Mayo Smith, designó a Gutiérrez como campocorto titular, y éste cometió 23 errores, el tercero más alto de la liga, dejando un promedio defensivo de .957.
Los Detroit Tigers el domingo 21 de junio, culminaban la serie de 4 encuentros ante los Cleveland Indians, en la referida fecha se programó un doble juego entre bengalíes y aborígenes. En el primer encuentro ganado por los Tigres 7×2 no participó Gutiérrez, quien por el contrario si era parte del line up de la visita para el segundo juego, ocupando el 2.º turno al bate y defendiendo el Short Stop.
El 21 de junio de 1970, en el segundo juego de una doble cartelera contra los Indios de Cleveland, Gutiérrez conectó siete hits en siete turnos al bate, incluido un doble, para convertirse en el segundo jugador en la historia de las Grandes Ligas, después de Wilbert Robinson, en registrar siete hits. en un juego sin haber sido out. Los Tigres ganaron 9–8 en 12 entradas, y su promedio de bateo subió 31 puntos ese día, de .218 a .249.
Sin embargo, en 1971, perdió su puesto regular de campocorto ante Ed Brinkman, quien había sido adquirido en un canje de seis jugadores con los Senadores de Washington fuera de temporada. Jugó 40 juegos como infielder utility, para Detroit, bateando .189. Gutiérrez fue vendido a los Montreal Expos antes del comienzo de la próxima temporada, siendo asignado a su filial Triple-A, los Peninsula Whips, donde después de jugar en 12 juegos, fue liberado y adquirido por los San Diego Padres, quien lo asignó a su club afiliado Triple-A Hawaii Islanders. Pasó el resto de la temporada de 1972 en Hawái y se retiró a finales de año.
En una carrera de cuatro años, Gutiérrez jugó en 223 juegos, acumulando 128 hits en 545 turnos al bate para un promedio de bateo de carrera de .235 y 26 carreras impulsadas sin jonrones . Terminó su carrera con un porcentaje de fildeo de .953.

### Liga venezolana
Gutiérrez jugó béisbol invernal en la Liga Venezolana de 1961 a 1976.
Gutiérrez comenzó a jugar béisbol a los 12 años de edad, en la categoría infantil, cuando la familia se mudó de Coro a la ciudad de Cabimas, estado Zulia. Antes de cumplir 15 años destacó en la categoría juvenil con la selección estatal, donde fue visto por Pompeyo Davalillo y Oscar “Negro” Prieto, quienes lo firmaron en 1960 para los Leones del Caracas y  lo recomendaron en Estados Unidos con la organización Pittsburgh.
En la Liga venezolana vio acción por 16 temporadas con Caracas (1960-65), Magallanes (1965-69), Aragua (1969-74), Zulia (1974-75) y Lara (1975-76). Su promedio vitalicio en 631 juegos de ronda eliminatoria fue de .252 con 4 jonrones y 142 remolcadas. Integró equipos campeones dos veces: Leones en la edición 1963-64 y Tigres en el torneo 1971-72.

### Como entrenador
Más tarde se convirtió en entrenador de la Liga Mexicana y se desempeñó como entrenador y cazatalentos en varios equipos.
Gutiérrez murió en Cabimas, Estado Zulia, Venezuela, cuatro días antes de cumplir 62 años.